# Tomorrow's World (Ugly Kid Joe)
Tomorrow's World è un singolo del gruppo musicale statunitense Ugly Kid Joe, pubblicato nel 1995.

## Tracce
1. Tomorrow's World – 4:18 (Crane, Crockett, Eichstadt, Fortman, Larkin)

## Formazione
- Whitfield Crane - voce
- Klaus Eichstadt - chitarra
- Dave Fortman - chitarra
- Cordell Crockett - basso
- Shannon Larkin - batteria